# Carl-Gustaf Wentzel
Carl Gustaf "CG" Wentzel, född 15 oktober 1974 i Helsingfors, Finland, är en finlandssvensk teaterchef, skådespelare, regissör och teaterproducent. Wenzel är sedan 2002 grundare och verksamhetsledare för Teater Taimine, en turnéteater för barn och ungdomar. Wenzel tilldelades 2018 Teaterpriset Skillnaden.

## Biografi
Wentzel grundade turnéteatern för barn och ungdomar Teater Taimine år 2002 och har sedan dess varit dess verksamhetsledare.
År 2018 blev Wentzel den första att få Teaterpriset Skillnaden - ett pris som tilldelas en person, som gjort en skillnad på det svenska scenkonstfältet i Finland. 

## Filmografi (urval)
- 1992 - En sparv i Tranedans
- 1992 - Tv-serien 16
- 1998 - Lapin kullan kimallus
- 2001 - Drakarna över Helsingfors
- 2004 - Framom främsta linjen

## Teater

### Roller (ej komplett)
| År          | Roll        | Produktion                                                         | Regi             | Teater          |
| ----------- | ----------- | ------------------------------------------------------------------ | ---------------- | --------------- |
| 2002        | Monolog     | Ondskan                                                            | Tove Appelgren   | Teater Taimine  |
| 2003 / 2005 | Flera       | Thomas & Tryggve / Tuomas & Tero                                   | Tove Appelgren   | Teater Taimine  |
| 2005 / 2007 | Alla roller | Olycka och Elände                                                  | Tove Appelgren   | Teater Taimine  |
| 2006        | Flera       | Kärlek kärlek                                                      |                  | Teater Taimine  |
| 2007        |             | Mannerheim – mannen och myten Per-Erik Lönnfors och Johan Storgård | Sven Sid         | Svenska Teatern |
| 2008        | Flera       | Piece of Cake                                                      | Tove Appelgren   | Teater Taimine  |
| 2014        | Flera       | Tie your Camel                                                     | Tove Appelgren   | Teater Taimine  |
| 2018 / 2020 | Flera       | Skolan kung / Koulun kingi                                         | Mikael Strömberg | Teater Taimine  |